# Suối Lư
Suối Lư là phụ lưu cấp 1 của Sông Mã, chảy ở huyện Điện Biên Đông, tỉnh Điện Biên, Việt Nam.
Suối Lư dài cỡ 48 km, diện tích lưu vực 383 km2, mã sông "03 11" . Suối đổ vào bờ trái Sông Mã ở gần bản Chống Sư xã Phì Nhừ huyện Điện Biên Đông.

## Dòng chảy
Suối Lư bắt nguồn từ hợp lưu các suối ở bản Háng Rống ở phía đông bắc của xã Pú Nhi 21°25′17″B 103°11′46″Đ / 21,42139°B 103,19611°Đ, chảy về hướng đông.
Sang xã Xa Dung tại bản Sư Lư 21°24′17″B 103°14′45″Đ / 21,40472°B 103,24583°Đ suối chuyển hướng nam và còn gọi là nậm Sư Lư. Qua xã Na Son và phía đông thị trấn Điện Biên Đông. Sau đó chuyển hướng tây nam, là ranh giới hai xã Keo Lôm và Phì Nhừ.
Tại ngã ba ranh giới 3 xã Keo Lôm, Phì Nhừ và Phình Giàng suối chuyển hướng đông, đổ vào bờ trái Sông Mã ở gần bản Chống Sư xã Phì Nhừ.